# Rose Barracks

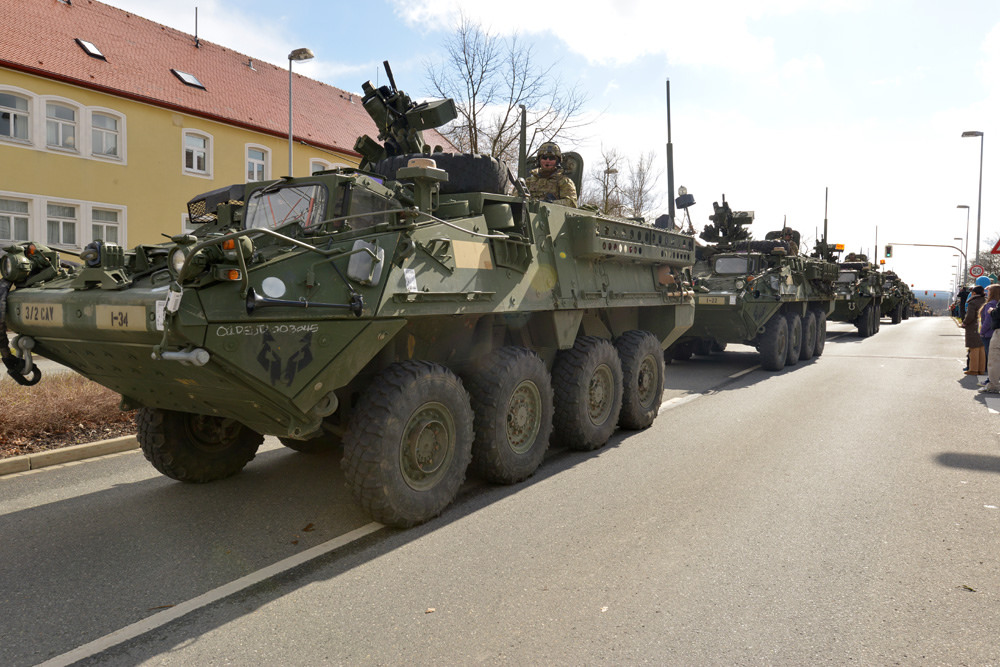
Soldaten der 3. Schwadron des 2. Kavallerieregiments kehren am 1. April 2015 in die Rose Barracks, in Vilseck, zurück.

Die Rose Barracks sind eine bedeutende Militärbasis der US Army in Vilseck, Bayern. Sie gehören zur USAG Bavaria. Ihr Ursprung reicht bis in die Zeit nach dem Zweiten Weltkrieg zurück.

## Gesichte
Am 20. April 1945 übergab der letzte deutsche Kommandant, Generalleutnant Wilhelm Rupprecht, den nahe gelegenen Truppenübungsplatz Grafenwöhr, einschließlich des Südlagers Vilseck, an die US-Armee. Einen Tag später rückten amerikanische Truppen ohne Widerstand in das Gebiet ein.

### Nachkriegszeit und Flüchtlingslager
Zwischen 1946 und 1950 wurde das Gelände als Sammelstelle für ehemalige Zwangsarbeiter und Flüchtlinge genutzt. 1947 übernahm die Internationale Flüchtlingshilfsorganisation (IRO) mehrere Gebäude, um jüdische Familien aus Osteuropa unterzubringen und deren Auswanderung zu organisieren.

### Entwicklung zum Ausbildungszentrum
1948 richtete die US Army in Vilseck ein Ausbildungszentrum für Panzereinheiten ein. Zur Erinnerung an Generalmajor Maurice Rose, der am 30. März 1945 bei Paderborn gefallen war, wurde das Lager in Rose Barracks umbenannt.
Die offizielle Eröffnung der Panzerschule Vilseck fand am 8. April 1949 statt. In den folgenden Jahren wurde das Ausbildungszentrum kontinuierlich erweitert, und moderne Panzer wie der M-47 Patton kamen zum Einsatz.

### Ausbau zur modernen Militärbasis
1971 wurde Vilseck zum Ausbildungszentrum der 7. US-Armee für kombinierte Waffen, das alle militärischen Lehrgänge der US Army Europe koordinierte. Heute ist die Kaserne Heimat des 2. US-Kavallerieregiments und ein zentraler Stützpunkt für amerikanische Truppen in Europa.

## Standort und Nutzung
Die Rose Barracks befinden sich im Süden des Truppenübungsplatzes Grafenwöhr, einem der größten militärischen Übungsplätze Europas. Die Basis dient als Ausbildungs- und Einsatzstandort für zahlreiche Manöver und internationale Militärkooperationen.

## Bedeutung
Die Kaserne spielt eine zentrale Rolle in der US-Militärstrategie in Europa. Sie ist ein wichtiger Standort für Einsätze, militärische Übungen und NATO-Kooperationen. Zusätzlich hat sie wirtschaftliche Auswirkungen auf die Region, da viele lokale Unternehmen mit der US Army zusammenarbeiten. Dort lebten und arbeiteten 2020 etwa 4500 Soldaten sowie deren Familienangehörige.

## Infrastruktur
Die Rose Barracks umfassen zahlreiche Einrichtungen, darunter:
- Wohngebäude für Militärangehörige[4]
- Trainings- und Übungsanlagen[5]
- Vilseck Army Airfield, ein militärischer Flugplatz[6]
- U.S. Army Health Clinic Vilseck, eine Poliklinik[7]
- Versorgungs- und Verwaltungsgebäude
- Rose Barracks Express, ein Einkaufszentrum für Militärangehörige[8]
- Rose Barracks Theater, ein Kino auf dem Gelände[9]
- Rose Barracks Library, eine Bibliothek zur Unterstützung militärischer und akademischer Studien[10]
- Rose Barracks Education Center, ein Schulungszentrum für Soldaten und deren Familien[11]

## Zukunft
Die US Army investiert weiterhin in die Modernisierung der Rose Barracks, um den Standort zukunftssicher zu machen und die Einsatzbereitschaft der Truppen aufrechtzuerhalten.